# Collomia tracyi
Collomia tracyi är en blågullsväxtart som beskrevs av Mason. Collomia tracyi ingår i släktet limfrön, och familjen blågullsväxter. Inga underarter finns listade i Catalogue of Life.